# Idiom Neutral
Idiom Neutral is een kunsttaal, die in 1902 door de Akademi Internasional de Lingu Universal ("Internationale Academie voor een Universele Taal") werd gepubliceerd en op naam staat van de Russische ingenieur Waldemar Rosenberger. De taal staat te boek als de belangrijkste dochtertaal van het Volapük en gold geruime tijd als een geduchte concurrent van het Esperanto.

## Geschiedenis
De geschiedenis van het Idiom Neutral is nauw verbonden met die van de Akademi Internasional de Lingu Universal ("Internationale Academie voor een Universele Taal"). Deze was opgericht in augustus 1887 tijdens een congres in München onder de naam Kadem bevünetik volapüka ("Internationale Volapük-Academie") en zette zich oorspronkelijk in voor het behoud en het verbeteren van het Volapük.
Het Volapük was in die tijd nog de meest succesvolle internationale hulptaal. Concurrentie met het in 1887 gepubliceerde Esperanto leidde echter tot een snelle teloorgang. Velen die oorspronkelijk het Volapük hadden aangehangen stapten over op het Esperanto; anderen ondernamen pogingen het Volapük in meer of mindere mate te hervormen. Mede door de starre houding van Johann Martin Schleyer, de schepper van het Volapük, leidde dit tot diverse schisma's. Aldus ontstonden diverse "volapükiden", waarvan de meeste betrekkelijk obscuur zouden blijven: Nal Bino, Spelin en Language Universelle in 1886, Balta, Bopal en Nuvo-Volapük in 1887, Spokil in 1890, Dil en Anti-Volapük in 1893, Veltparl in 1896 en Dilpok in 1898. De bekendste was wel het Idiom Neutral.
Directeur van de Volapük-Academie werd in 1892 de Petersburgse ingenieur Vladimir Karlovitsj Rozenberger (Владимир Карлович Розенбергер, in het westen beter bekend als Waldemar Rosenberger) (1848-1918). Onder zijn leiding begon de Academie aanzienlijke veranderingen aan te brengen in de grammatica en de woordenschat van het Volapük. De woordenschat werd vrijwel geheel vervangen door woorden die meer leken op de West-Europese talen; op vele punten waar de grammatica van het Volapük afweek van de West-Europese talen, werd ook deze aangepast. Uiteindelijk zouden deze wijzigingen resulteren een geheel nieuwe taal, die bekend werd onder de naam Idiom Neutral ("neutraal idioom", of ook: "neutrale taal"). In aansluiting hierop werd de naam van de Academie in 1898 gewijzigd in Akademi Internasional de Lingu Universal en vanaf dat jaar zouden de circulaires van de Academie geschreven worden in de nieuwe taal.
In 1902 en 1903 werden woordenboeken van het Idiom Neutral, met inbegrip van een korte grammatica, in diverse Europese talen gepubliceerd; zo verscheen er een Nederlandse versie van de hand van Willem Bonto van Bijlevelt. Daarnaast publiceerde Rosenberger een tijdschrift in de taal, getiteld Progres.
Aanvankelijk werd de taal, soms kortweg aangeduid als "Neutral", positief ontvangen door voorstanders van een internationale taal. In 1907 was het een van de projecten waaraan aandacht werd besteed door een groep wetenschappers tijdens een conferentie in Parijs, die zich ten doel stelde een internationale hulptaal te kiezen; wat de uiteindelijke uitkomst was van die conferentie staat niet vast.
In 1908 besloot de Academie haar steun voor het Idiom Neutral in te trekken en adopteerde in plaats daarvan het Latino sine Flexione (ook bekend onder de naam "Interlingua", niet de verwarren met Interlingua de IALA), een vereenvoudige vorm van het Latijn die was ontwikkeld door de Italiaanse wiskundige Giuseppe Peano. Peano werd directeur van de Academie, die hierop werd omgedoopt tot Academia pro Interlingua. Hiermee kwam er een einde aan het kortstondige succes van het Idiom Neutral. Sedertdien zijn in nog diverse pogingen ondernomen om het Idiom Neutral te verbeteren en nieuw leven in te blazen. Zo ontwikkelde Rosenberger in samenwerking met de Estse taalkundige Edgar de Wahl (de latere schepper van het Occidental), in 1907 een herziene versie van de taal, waarin het Romaanse element nog sterker vertegenwoordigd was, het Reform Neutral (gepubliceerd in 1912). In 1909 lanceerde de stenograaf Jules Meysmans het Idiom Neutral Modifiket en in 1912 kwam de Luxemburger J.B. Pinth met een Idiom Neutral Reformed. Al deze inspanningen ten spijt raakte het Idiom Neutral in de vergetelheid.
Later speelde het Idiom Neutral wel een belangrijke rol bij de totstandkoming van het Novial van de Deense taalkundige Otto Jespersen.

### Heropleving
De laatste jaren is er sprake van een hernieuwde belangstelling voor het Idiom Neutral. Een kleine maar actieve Yahoo-groep tracht de taal nieuw leven in te blazen. In 2010 verschenen er zes nummers van een tweemaandelijks elektronisch tijdschrift in het Idiom Neutral, getiteld Vok Neutral. Voorts is er een blog, Lingu Neutral. Moderne voorvechters van de taal zien deze als een geschikt alternatief voor het (in hun ogen te kunstmatige) Esperanto en het (in hun ogen te Romaanse) Interlingua. Zij spannen zich daarom in om het Idiom Neutral "af te stoffen" door het woordenboek te moderniseren en uit te breiden.

## Grammatica

### Spelling en uitspraak
Het Idiom Neutral gebruikt 22 letters van het Latijnse alfabet; de letters q, w, x en z komen niet voor. De vijf klinkers (a, e, i, o, u) worden ongeveer uitgesproken zoals in het Spaans. Klinkers die naast elkaar staan worden afzonderlijk uitgesproken en niet als tweeklank. De medeklinkers hebben dezelfde waarde als in het Nederlands, met de volgende uitzonderingen: c wordt uitgesproken als in het Engelse church, g als in de naam De Gaulle, j als in het Franse jour en sh als in het Engels.
De klemtoon valt op de klinker die voorafgaat aan de laatste medeklinker. Wanneer er geen klinker is die aan die eis voldoet (zoals in via "weg"), valt de klemtoon op de eerste klinker. In enkele gevallen is de slotklinker van een woord beklemtoond; deze klinkers zijn voorzien van een accent aigu (bijvoorbeeld idé "idee"). Dit zijn de enige diakritische tekens die in het Idiom Neutral voorkomen.

### Naamwoorden
In tegenstelling tot talen als het Esperanto en het Ido, kan een zelfstandig naamwoord eindigen op elke letter. Het Idiom Neutral kent geen naamvallen. Het meervoud wordt gevormd door aan het eind van een woord de letter -i toe te voegen.
Ook bijvoeglijke naamwoorden kunnen op iedere letter eindigen. Normaal gesproken worden zij achter het corresponderende zelfstandig naamwoord geplaatst. Er wordt geen onderscheid gemaakt tussen enkel- en meervoud: kaset grand "grote doos", kaseti grand "grote dozen".
De trappen van vergelijking worden gevormd met behulp van bijwoorden: plu ... kam "meer ... dan", tale ... kuale "zo ... als" en leplu "meest, -ste"

### Werkwoorden
Werkwoorden worden als volgt vervoegd. Als voorbeeld wordt gebruikt het werkwoord amar "houden van, beminnen". Met uitzondering van de gebiedende wijs wordt in de uitgangen geen onderscheid gemaakt tussen eerste, tweede of derde persoon en tussen enkel- en meervoud.
| Onbepaalde wijs                           | amar beminnen                       |
| Tegenwoordige tijd                        | mi am ik bemin                      |
| Onvoltooid verleden tijd                  | mi amav ik beminde                  |
| Voltooid tegenwoordige tijd               | mi av amed ik heb gemind            |
| Voltooid verleden tijd                    | mi avav amed ik had bemind          |
| Onvoltooid tegenwoordige toekomende tijd  | mi amero ik zal beminnen            |
| Voltooid tegenwoordige toekomende tijd    | mi avero amed ik zal hebben bemind  |
| Onvoltooid verleden toekomende tijd       | mi amerio ik zou beminnen           |
| Voltooid verleden toekomende tijd         | mi averio amed ik zou hebben bemind |
| Gebiedende wijs, tweede persoon enkelvoud | ama! bemin!                         |
| Gebiedende wijs, tweede persoon meervoud  | amate! bemint!                      |
| Gebiedende wijs, eerste persoon meervoud  | amam! laten wij beminnen!           |
| Tegenwoordig deelwoord                    | amant beminnend                     |
| Voltooid deelwoord                        | amed bemind                         |

De lijdende vorm wordt gevormd met behulp van het hulpwerkwoord esar "zijn" en het voltooid deelwoord: mi es amed "ik word bemind", mi averio esed amed "ik zou bemind zijn", enz.
Het idiom neutral kent geen aanvoegende wijs. In gevallen waar een wens wordt uitgedrukt gebruikt men de tegenwoordige tijd: mi desir ke il am "ik wil dat hij bemint", ila demandav ke vo lekt it "zij heeft geëist dat u het leest".

### Andere woordsoorten
Er is geen bepaald of onbepaald lidwoord. Bijwoorden worden gevormd door -e achter een bijvoeglijk naamwoord te plaatsen. Een aantal voorzetsels wordt gevormd door -u toe te voegen: relativu "met betrekking tot" van relativ betrekkelijk.

## Voorbeelden
Het Onze Vader:
| Idiom Neutral (1902) | Reform Neutral (1907) |
| --- | --- |
| Nostr Patr, kel es in sieli, ke votr nom es sanktifiked; ke votr regnia veni; ke votr volu es fasied kuale in siel tale et su ter. Dona sidiurne a noi nostr pan omnidiurnik, e pardona a noi nostr debiti kuale et noi pardon a nostr debtatori e no induka noi in tentasion ma librifika noi da it mal. | Nostr Patr, qui es in cieli. Que votr nom es sanctificat, que votr regnia veni. Que votr voluntat es facit quale in ciel tale anque su terr. Dona nos hodie nostr pan quotidian, e pardona nos nostr debti quale anque noi pardona nostr debenti e non induca nos in tentasion ma librifica nos da it mal. |